# Tennyson (Wisconsin)
Tennyson és una població dels Estats Units a l'estat de Wisconsin. Segons el cens del 2000 tenia 370 habitants.

## Demografia
Segons el cens del 2000, Tennyson tenia 370 habitants, 139 habitatges, i 102 famílies. La densitat de població era de 340,1 habitants per km².
Dels 139 habitatges en un 31,7% hi vivien nens de menys de 18 anys, en un 69,8% hi vivien parelles casades, en un 4,3% dones solteres, i en un 25,9% no eren unitats familiars. En el 23,7% dels habitatges hi vivien persones soles el 9,4% de les quals corresponia a persones de 65 anys o més que vivien soles. El nombre mitjà de persones vivint en cada habitatge era de 2,66 i el nombre mitjà de persones que vivien en cada família era de 3,16.
Per edats la població es repartia de la següent manera: un 26,8% tenia menys de 18 anys, un 5,7% entre 18 i 24, un 25,7% entre 25 i 44, un 23,8% de 45 a 60 i un 18,1% 65 anys o més.
L'edat mediana era de 40 anys. Per cada 100 dones de 18 o més anys hi havia 99,3 homes.
La renda mediana per habitatge era de 35.000 $ i la renda mediana per família de 47.500 $. Els homes tenien una renda mediana de 31.023 $ mentre que les dones 19.821 $. La renda per capita de la població era de 17.065 $. Aproximadament el 2,2% de les famílies i el 4% de la població estaven per davall del llindar de pobresa.

## Poblacions més properes
El següent diagrama mostra les poblacions més properes.